# Редермализация

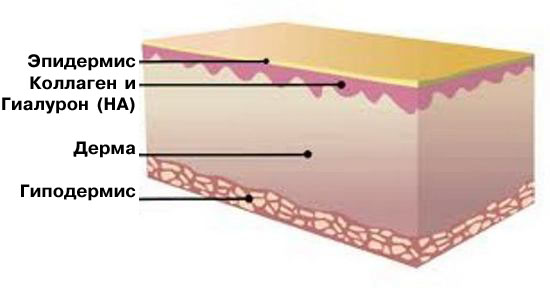
Гиалуроновая кислота

Редермализация или биоревитализация (лат. re — восстановление, греч. derma — кожа) — эффект восстановления кожи в терапевтической косметологии, заключается в воздействии высокомолекулярной гиалуроновой кислоты на межклеточный матрикс кожи, а также на основной клеточный дифферон, что приводит к выраженному эстетическому эффекту.

## Принцип действия

Молекула гиалуроновой кислоты

Эффект редермализации базируется на метаболическом и биохимическом процессах обновления дермы, ведущих к омоложению. Омолаживающий эффект от редермализации достигается воздействием на кожу гиалуроновой кислоты. 
Гиалуроновая кислота устраняет обезвоживание кожи, участвует в образовании внеклеточного матрикса, поддерживает клеточный и внеклеточный гомеостаз (стабильность внутренней среды).
Омоложение происходит не только на внешнем, но и на клеточном и внутриклеточном уровне, устраняя основные причины старения кожного покрова. По мнению Лискиной И. В., поиск препаратов, воздействующих на основные механизмы старения кожи, в последние годы способствовал росту исследований эффективности комбинированных препаратов гиалуроновой кислоты с естественными метаболитами. 

## Показания для редермализации
Редермализация способствует омоложению кожи, предотвращает старение кожи, появление морщин, потерю мягкости и эластичности кожи, повышение жесткости, изменение цвета кожи.
Основные показания редермализации:
- профилактика хронологического старения и фотостарения[3];
- профилактика раннего старения кожи[4];
- коррекция инволюционных изменений кожи[источник не указан 920 дней];
- профилактика и коррекция рубцовых изменений при угревой болезни[источник не указан 920 дней];
- физиологическая подготовка кожи к коррекции морщин и складок, атрофических рубцов и других дефектов кожи[источник не указан 920 дней];
- подготовка кожи к дерматопластическим операциям, глубоким и срединным пилингами с целью оптимизации конечного результата и сокращения реабилитационного периода[источник не указан 920 дней];
- реабилитация после химических пилингов, механических пилингов и пластических операций[источник не указан 920 дней].